# 鹿児島市立甲南中学校
鹿児島市立甲南中学校（かごしましりつ こうなんちゅうがっこう、英語: Kōnan Junior High School）は、鹿児島県鹿児島市高麗町にある市立中学校。

## 生徒数
現在の生徒数は、360名で、各学年3学級または4学級である（2014年7月10日現在）。生徒数は、1997年度（平成9年度）が402名であり、減少が続いている。

## 沿革
- 1948年（昭和23年）4月1日 - 鹿児島市立第七中学校として設置される[1]。
- 1949年（昭和24年）4月1日 - 鹿児島市内の中学校の名称変更が行われ、鹿児島市立甲南中学校に改称[1]。

## 部活動
現在、部活動の数は15ある。
- 放送部
- 美術部
- 弓道部
- 男子バスケットボール部
- 女子バスケットボール部
- バレー部
- 男子ソフトテニス部
- 女子ソフトテニス部
- サッカー部
- 野球部
- 水泳同好会
- 陸上部
- 吹奏楽部
- 剣道部
- 柔道同好会

2016年に女子バレー部に男子が入部。名前は改訂され、バレー部となった。
また、サッカー部が2024年に11ぶりに「鹿児島県中学総体サッカー競技大会」に出場した。

## 著名な出身者
- 長渕剛 - 1972年卒、ミュージシャン
- 若嶋津六夫 - 1972年卒、大相撲・大関
- 恵俊彰 - 1980年卒、お笑いタレント
- 城南海 - 2005年卒、ミュージシャン